# Merhippolyte ancistrota
Merhippolyte ancistrota is een garnalensoort uit de familie van de Hippolytidae. De wetenschappelijke naam van de soort is voor het eerst geldig gepubliceerd in 1973 door Crosnier & Forest.